# Tracy e Polpetta
Tracy e Polpetta è una sitcom italiana, creata e pensata per l'apprendimento dell'inglese da parte dei bambini.

## La serie
I protagonisti sono una bambina inglese di dieci anni, Tracy, il suo magico bidone parlante, Bill the Bin, e i due personaggi che abitano con lei e parlano italiano: la talpa Polpetta e Van Ruben, il cadavere vivente di un pirata vissuto nel XVII secolo.
Alcune puntate affrontano un tema importante come la convivenza civile, le diversità, la difesa dell'ambiente, l'educazione. Il sillabo e la revisione linguistica sono stati curati da Elisabetta Burchietti e John Angelori nella 3ª edizione (2008). I materiali didattici correlati (un tempo scaricabili dal sito internet de il D) sono stati curati da Elisabetta Burchietti, Maria Pia Foresta, Ritana Leo e Maria Franca Pasqualone.

## Episodi
Complessivamente sono stati prodotti 179 episodi.
Esistono diversi tipi di puntate: 
- episodio tradizionale, che dura circa 15 minuti
- episodio comico breve, che dura circa 5 minuti
- episodio karaoke, con all'interno una canzone con i sottotitoli, che dura circa 5 minuti
- episodio speciale[2], come i tre trasmessi in occasione del giorno di Natale negli anni 2003, 2006 e 2008.

| Stagione         | Episodi | Prima TV |
| ---------------- | ------- | -------- |
| Prima stagione   | 26      | 2003     |
| Seconda stagione | 46      | 2004     |
| Terza stagione   | 26      | 2005     |
| Quarta stagione  | 26      | 2007     |
| Quinta stagione  | 26      | 2008     |
| Sesta stagione   | 26      | 2009     |